# Aleviten

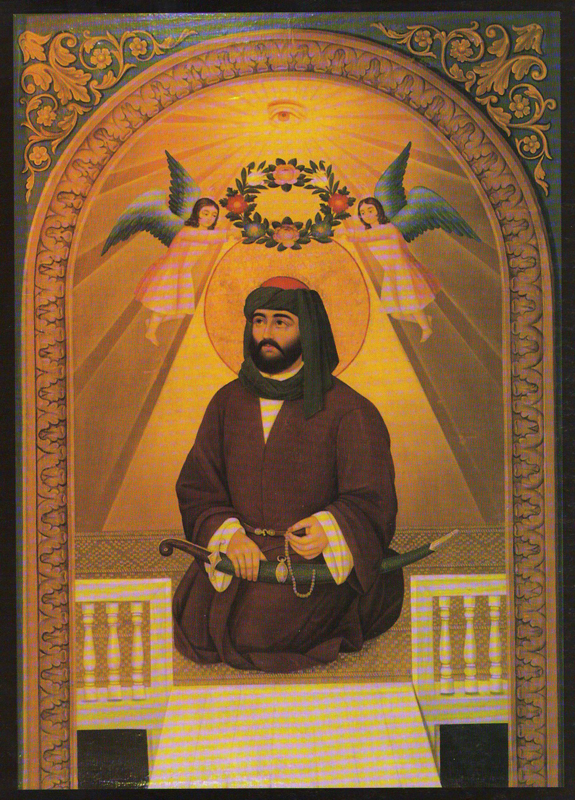
Porträt des Ali (vom armenischen Hofmaler Hakob Hovnatanyan)

Aleviten (türkisch Aleviler bzw. Alevilik ‚Alevitentum‘, zazaisch und kurdisch Elewî; aus arabisch عَلَوِي, DMG ʿalawī ‚Anhänger Alis‘) sind Mitglieder einer vorwiegend in der Türkei beheimateten Glaubensrichtung, die sich im 13./14. Jahrhundert unter den zugewanderten oghusisch-turkmenischen Stämmen in Anatolien und Aserbaidschan verbreitete. Ob das Alevitentum in seiner heutigen Form ein Teil des schiitischen Islams ist, es sich hier um eine separate islamische Konfession handelt oder man von einer eigenständigen Religion sprechen kann, wird sowohl in der religionswissenschaftlichen Forschung als auch von den Anhängern selbst unterschiedlich gesehen (siehe Strömungen im Alevitentum und Lehre und Brauchtum). Eine Beziehung zum schiitischen Islam lässt sich über den persischen Schah Ismail I. herstellen. Eine besondere Nähe besteht zum sufischen Bektaschi-Orden.
Die Religion an sich wird als Alevitentum oder seltener Alevismus bezeichnet und stellt die zweitgrößte Religionsgruppe der Türkei (mit schätzungsweise 15 % der Bevölkerung) dar. Aleviten wurden früher, insbesondere im historischen Kontext der Geschichte des 15. und 16. Jahrhunderts, als Kizilbasch (türkisch Kızılbaş ‚Rotkopf‘) bezeichnet. Diese Bezeichnung ist heute eher außer Gebrauch gekommen.
Ziel eines Aleviten ist die Erleuchtung/Vollkommenheit durch Werte wie Nächstenliebe, Bescheidenheit und Geduld. Humanismus und Universalismus prägen den alevitischen Glauben. Die Mehrheit der für Sunniten geltenden Verbote und Gebote aus dem Koran werden von Aleviten nicht anerkannt bzw. befolgt. Die grundlegenden Unterschiede zwischen Aleviten und Sunniten sind seit der osmanischen Zeit der (Haupt-)Grund für die Unterdrückung und Verfolgung der Aleviten.
Die türkischen Aleviten sind nicht identisch mit den gleichnamigen Alawiten im Westen Syriens und der türkischen Provinz Hatay, die in der Türkei auch „arabische Aleviten“ genannt werden und früher als Nusairier bezeichnet wurden. Das Wort alevî kann im Türkischen als Synonym zu Schiit angesehen werden, bezeichnet meist aber, und im nichttürkischen Schrifttum so gut wie ausschließlich, die in den vorstehenden Absätzen dargestellte Gruppe.

## Historische Entwicklung

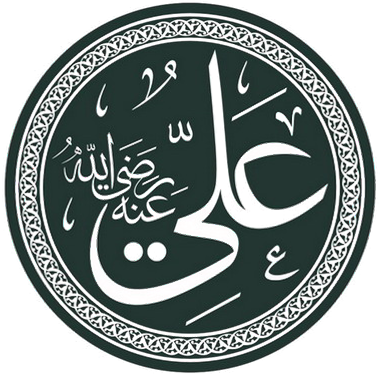
Kalligrafische Darstellung des Namens Ali ibn Abi Talib in arabischer Sprache, im Alevitentum der erste von zwölf Imamen als Nachfolger Mohammeds

### Ursprünge
Die Bezeichnung Aleviten kam erst gegen Ende des 19. Jahrhunderts auf. Damit war zum einen der Versuch verbunden, eine Gemeinsamkeit zwischen den unter verschiedenen Namen bekannten Gruppen herzustellen, zum anderen das Bestreben, den als pejorativ empfundenen traditionellen Namen Kızılbaş ‚Rotköpfe‘ zu ersetzen.
Über Ursprung und Charakter des Alevitentums gibt es unterschiedliche Auffassungen. Die vorherrschende Meinung tendiert dahin, dass es sich um eine Glaubensrichtung innerhalb der Schia handele: Aleviten werden dann als eine Denomination der schiitischen Muslime klassifiziert, da sie wesentliche Glaubensinhalte der Zwölferschia über Ali und die sogenannten Vierzehn Unfehlbaren akzeptieren. Von orthodoxen Sunniten werden die Aleviten meist zu Gruppen der Ghulāt ‚Übertreiber‘ eingeordnet.
Der Tod des Propheten Mohammed gilt als der Entstehungspunkt der Schia (siehe Ghadīr Chumm): Diejenigen, die Ali (den Schwiegersohn und Cousin des Propheten) als rechtmäßigen Nachfolger betrachteten, wurden zu den Schiiten, wodurch man sich von den Sunniten abspaltete und zur Zielscheibe einer bis zum heutigen Tage andauernden Verfolgung wurde.
Ab dem 9. Jahrhundert begann sich im Iran ausgehend von zwei Zentren in Chorasan und Fars der Sufismus zu verbreiten. Mit der mongolischen Eroberung im 13. Jahrhundert änderten sich die Bedingungen für das religiöse Leben im Iran von Grund auf. Mit dem Ende des Abbasiden-Kalifats hatten die sunnitischen Institutionen ihr legitimierendes Oberhaupt verloren. Unter den frühen mongolischen Ilkhanen war der Islam auch nicht mehr die Religion der Herrschenden. Dies hatte die tiefgreifende Erschütterung der islamischen Institutionen zufolge. Unter den meist nur oberflächlich islamisierten Turkmenenstämmen des iranisch-irakisch-syrisch-türkischen Grenzgebietes gewannen die Scheichs einer Sufi-Tarīqa aus dem nordwestiranischen Ardabil (Safawiyya) eine zunehmende Gefolgschaft. Unter dem Scheich Dschunaid begannen die Scheichs von einer ursprünglich eher sunnitischen Doktrin zu einer schiitischen Auffassung zu wechseln und behaupteten eine Abkunft vom Propheten Mohammed und von Ali. Zugleich begannen sie auch nach politischer Macht zu streben. Wegen ihres Machtanspruchs gerieten sie mit den turkmenischen Herrschern der Akkoyunlu und Karakoyunlu in Konflikt und konnten diese letztlich überwinden. Mit Schah Ismail I. wurden die Safawiden Herrscher des Iran und machten diesen zu einem schiitisch geprägten Land.
Auch unter den turkmenischen Stämmen Anatoliens hatten die Safawiden Anhänger gefunden, besonders unter den Bevölkerungsteilen, die in Opposition zu den Osmanen standen, die ihrerseits ihr Reich nach Osten auszudehnen versuchten. Da Ismail von seinen Anhängern göttliche Ehren beanspruchte, die ihm von jenen auch zugebilligt wurden, wurde zu Propagandazwecken die machtpolitische Auseinandersetzung auch als religiöser Krieg geführt. Nach der Niederwerfung verschiedener Aufstände im 16. Jahrhundert zogen sich die Anhänger der Safawiden in unzugängliche Gebiete zurück und kapselten sich von ihrer Umgebung ab. In dieser Isolation brach die Verbindung zu den Safawiden ab, und die heutige Glaubens- und Sozialstruktur begann sich zu entwickeln. Gleichzeitig begann eine Verbindung mit der Bektaşi-Tarīqa.
Alevitische Gruppen waren z. B. die Tahtacı, Çepni, Amucalı, Koçgirili, Zaza, Abdal, Bedreddinī und Bābāʾī.
Mit dem Beginn des 20. Jahrhunderts begann die türkische Staatsideologie sich dem Alevismus anzunähern und diesen für sich zu gewinnen. Der Soziologe Mehmet Eröz bezeichnet das Alevitentum als die Religion der „ursprünglichen Türken“ und weist auf die enge Verbundenheit mit dem Türkentum hin. Auch der umstrittene Historiker Yusuf Halaçoğlu ist dieser Auffassung und meint, dass Aleviten bis zum heutigen Tage die türkischen Lebensweisen und Traditionen ausleben.
Der iranische Revolutionsführer Ajatollah Ruhollah Chomeini bestimmte die Aleviten in den 1970er Jahren als Teil der schiitischen Gemeinde. Mitunter wird auch eine Beziehung zum Zoroastrismus behauptet, die sich historisch aber kaum belegen lässt. Überdies sind unter den Aleviten mehrere Richtungen zu erkennen, die der Schia unterschiedlich nahestehen.

### Unterdrückung
Unter den Osmanen wurden die Aleviten als Häretiker verfolgt, insbesondere, weil sie sich 1514 mit den iranisch-safawidischen Schahs gegen die Osmanen verbündeten.
Im 16. Jahrhundert führte der aus Sivas stammende Dichter Pir Sultan Abdal alevitische Aufstände gegen die Osmanen an. Diese schlugen die Aufstände nieder und hängten Pir Sultan Abdal, der bis heute hohes Ansehen unter den Aleviten genießt.
Wegen der Unterdrückung und der bedrohten Lage der Aleviten unter der sunnitischen Mehrheitsgesellschaft kam es im Laufe der Zeit immer wieder zu blutigen Aufständen. Erst seit der Gründung der modernen Türkei genießen sie in Teilen Glaubensfreiheit. Die Mehrheit der türkischen Aleviten unterstützte den von Kemal Atatürk verordneten Laizismus, weltlichen Rechtsstaat und die Demokratie. Die alevitische Bevölkerungsgruppe war eine der tragenden Kräfte bei der Gründung der türkischen Republik, weil sie sich insbesondere durch die Abschaffung der sunnitischen Rechtsordnung und die Einführung des Laizismus mit der Trennung von staatlichen und religiösen Angelegenheiten eine Gleichberechtigung mit der sunnitischen Glaubensrichtung erhoffte.
Aleviten sind bis zum heutigen Tag Zielscheibe zahlreicher Pogrome, Anschläge und Diskriminierungen durch die sunnitische Mehrheitsgesellschaft der Türkei. Im Zuge dessen sind die Pogrome von Çorum und Kahramanmaraş sowie der Brandanschlag von Sivas zu nennen. Die Diskriminierung gegen das Alevitentum findet auch von Seiten des türkischen Staates statt (zusammenhängend mit der Reislamisierung der Türkei). Im Zuge der Gezi-Park-Proteste wurden mehrheitlich (ca. 80 %) Aleviten verhaftet.

## Verbreitung

Siedlungsgebiete der Aleviten und anderer schiitischer Gruppen in Türkei, Syrien und Libanon
Aleviten
Alawiten
Ismailiten
Zwölfer-Schiiten

Die Anzahl der Aleviten ist nicht exakt feststellbar, da keine verlässlichen Zahlenangaben vorliegen und viele Aleviten sich nicht öffentlich zu ihrem Glauben bekennen. Zudem wurden einige Aleviten assimiliert. Trotz der universalistischen Rhetorik (und im Gegensatz zum allgemeinen Islam oder dem Bektaschi-Orden) kennen alevitische Gemeinschaften nicht die Möglichkeit der Konversion zum Alevitentum. Um als Alevit zu gelten, muss man als Kind einer alevitischen Mutter oder eines alevitischen Vaters geboren sein.
Die ungefähre Anzahl reicht von 10 bis 12 Millionen bis zu mehr als 20 Millionen weltweit. Alevitische Gemeinden sind in Zentralanatolien sowie in Thrakien konzentriert, speziell in einem Gürtel von Çorum im Westen bis Muş im Osten. Die einzige Provinz innerhalb der Türkei mit einer alevitischen Mehrheit ist Tunceli (früher als Dersim bekannt). Insgesamt gibt es 4382 türkische Orte, in denen Aleviten mehr als 50 % der Bevölkerung stellen: Davon sind 3929 Dörfer, 334 konfessionell gemischte Dörfer, 92 Städte, 16 konfessionell gemischte Städte, 9 alevitische Kreishauptstädte und 2 alevitische Provinzhauptstädte. Von den geschätzt 12,5 Millionen Aleviten wurden 2,9 Millionen assimiliert.
Beginnend in den 1960er Jahren sind viele ländliche Aleviten in die großen Städte der westlichen und südlichen Türkei – sowie nach Westeuropa – ausgewandert und sind daher stark urbanisiert. Die Federation of Alevite Unions in Europe bildet eine alevitische Interessenvertretung in Europa.
Die meisten Aleviten sind Türken und Turkmenen, eine Minderheit sind Kurden oder Zaza, andere wiederum sind Aserbaidschaner. Außerhalb dieser gibt es auch Gemeinschaften in einigen Regionen Iranisch-Aserbaidschans. Die Stadt Ilchitschi (İlxıçı), welche sich 87 km südwestlich von Täbris befindet, ist fast gänzlich von Aleviten bewohnt.
In Syrien gibt es unter den Turkmenen in Aleppo alevitische Gemeinschaften. In Aleppo befindet sich auch das Grab von Nasīmī, welcher für die Aleviten einer ihrer sieben großen Dichter ist. Die Kleinstadt Maabatli unweit der nordsyrischen Stadt Afrin wird mehrheitlich von kurdischsprachigen Aleviten bewohnt. Der alevitische Politiker Nuri Dersimi floh 1937 nach dem Dersim-Aufstand nach Syrien. Er liegt bei Afrin begraben.
Im Irak gibt es unter den Turkmenen und unter den Kurden alevitische Gemeinschaften (siehe hierzu auch Schabak (Ethnie)).
Auch in Griechenland gibt es eine etwa 3000 Personen umfassende alevitische Gemeinschaft in Westthrakien. In Bulgarien gibt es mehrere Zehntausend Bektaschi-Aleviten, die dort Aliani und Kizilbaschi genannt werden. Weiterhin leben auf Zypern ebenfalls alevitische Minderheiten.

## Allgemeine Glaubensinhalte
Der alevitische Glaube ersetzt die sogenannte Allah-Mohammed-Beziehung des Sunnitentums durch die Allah-Mohammed-Ali-Philosophie. So wird beim alevitischen Glaubensbekenntnis an die Schahāda das علي ولي الله, DMG ʿAlī walīyu ’llāh ‚Ali ist der Freund Gottes‘ hinzugefügt und viel über die Beziehung dieser drei gesungen. Jedoch stellt letztere keine Trinität wie die des Christentums dar, sondern vermittelt eine mystische Lehre. Die Kurzformel hierzu lautet: „Ya Allah, Ya Mohammed, Ya Ali“.
Das Ziel des Lebens im Alevitentum ist es, die Erleuchtung bzw. Vollkommenheit, den sogenannten al-Insān al-Kāmil (arabisch الانسان الكامل ‚der vollkommene Mensch‘), zu erreichen. Diesen erreiche man, wenn man sich an die Regeln der 4 Tore, 40 Pforten hält und dabei Nächstenliebe, Geduld, Bescheidenheit und andere gute Werte zeigt und im öffentlichen Leben anwendet.

## Lehre und Brauchtum
Das Alevitentum hat sich in seiner Theologie, nicht aber in seinem Verständnis des religiösen Rechtes, aus der islamischen Schia entwickelt. Es hat dazu viele Elemente aus den verschiedensten vorislamischen Religionen Mesopotamiens sowie aus dem Sufismus in sich aufgenommen. Von Religionswissenschaftlern und einer zunehmenden Zahl von Anhängern wird das synkretistische Alevitentum als eine eigenständige Konfession innerhalb des Islams aufgefasst. Die Mehrheit der Aleviten (besonders türkische) sehen sich als Teil des Islams, wohingegen eine Minderheit sich nicht dort zugehörig sieht.
Ein besonderes Merkmal der alevitischen Glaubensvorstellung ist die ausgeprägte Verehrung für Ali ibn Abi Talib (daher auch die Ableitung der Bezeichnung Alevite) bzw. für die auch von den Schiiten verehrten zwölf Imame, die – bis auf den zwölften – allesamt ermordet wurden; der zwölfte lebe im Verborgenen weiter bis zu seiner Wiederkehr. Aus diesem Grund werden sie dem schiitischen Zweig des Islams zugerechnet. Dennoch gibt es wesentliche Unterschiede zu den Lehren der imamitischen Schia (zum Beispiel im Iran), insbesondere in theologischen Auslegungen, etwa zur Gottes- und Glaubensvorstellung, sowie in der Ausübung des Glaubens. Auch innerhalb des Alevitentums sind darin Unterschiede festzustellen, die auf andere sprachliche oder ethnische Zugehörigkeit und auf Binnendifferenzierung des Alevitentums selbst zurückzuführen sind (vgl. etwa die Entwicklung der Bektaschi).
Aleviten leben ihren Glauben nicht nach außen, denn die Beziehung zu Gott gilt als Privatsache.
Aleviten beten nicht in Moscheen und legen den Koran nicht wörtlich aus, sondern suchen die Bedeutung hinter den Offenbarungen, da dieser nicht als Gesetzbuch, sondern als Glaubensbuch gilt. Dem Alevitentum zufolge besitzt der Koran neben einer äußeren auch eine innere, verborgene Bedeutung, die nur den zwölf Imamen bekannt ist. Sie leben nicht nach den „Fünf Säulen des Islam“. Gotteshäuser der Aleviten sind die Cem-Häuser, in denen Frauen und Männer gemeinsam den Gottesdienst abhalten.
Im Alevitentum werden alle Lebewesen als Gottesgeschöpf mit einer (unsterblichen) göttlichen Seele betrachtet, weswegen Toleranz eine wichtige Eigenschaft der Aleviten darstellt. Allen Menschen wohnt die „heilige Kraft Gottes“ (Nur-i Kadim/Zat-ı Mutlak) inne, daher wird der Mensch als Widerspiegelung Gottes betrachtet und Mohammed und Ali als Vorbilder dieser Widerspiegelung, indem sie Gott im Menschen reflektieren. Der Mensch wird genauso als Geschöpf wie Pflanze, Tier und Natur betrachtet, jedoch mit dem Unterschied, dass der Mensch durch die ihm gegebene Vernunft seinen Schöpfer und ihn in seinen Geschöpfen erkennen kann. Der gottgegebene Verstand hat zur Konsequenz, dass jeder Mensch für die Führung seines Lebens verantwortlich ist und somit sein Scheitern nicht auf Gottes Willen zurückführen kann. Daher glauben auch Aleviten daran, dass das Leid durch menschliches Versagen bzw. das kollektive Fehlverhalten der Menschen entsteht.
Ein zentrales Element ihrer Glaubensauffassung ist der in den Mittelpunkt gerückte Mensch. Die Aleviten identifizieren sich mit der Leidensgeschichte der Opposition im Islam – den Schiiten. Gleichzeitig verehrten sie Ali als Schutzpatron gegen Anfeindungen des orthodoxen Islams. Zudem glauben die Aleviten wie die Imamiten an die zwölf Imame. Das Martyrium des dritten Imams al-Ḥusain ibn ʿAlī ist eine Gemeinsamkeit bei Schiiten und Aleviten, an dem sich ihr kollektives Trauerbewusstsein manifestiert.
Aleviten messen religiösen Vorschriften, wie sie in der Scharia (religiöses Gesetz) festgeschrieben sind, weniger Bedeutung zu als orthodoxe Muslime. Nach alevitischem Verständnis gehört die Scharia zur Oberfläche der Religion, die im alevitischen Mystik überwunden ist. Die Scharia gilt in der alevitischen Theologie als das erste der vier „Tore“.
Die Aleviten verrichten das Ritualgebet (Salāt) nicht in der konventionellen Form der Schiiten oder Sunniten. Außerhalb des alevitischen Gottesdienstes (Cem) gibt es keine festen Gebetszeiten. Sie haben ihre eigenen Gebets- und Andachtsformen, ihre eigenen Pilgerstätten und Fastenpraktiken, die sich kaum mit denen anderer Muslime überschneiden. Wie die Schiiten halten sich die Aleviten an die Lehren der Imame, besonders die des sechsten Imams Dschaʿfar as-Sādiq.
Im Zentrum des alevitischen Glaubens steht der Mensch als eigenverantwortliches Wesen. Wichtig ist das Verhältnis zum Mitmenschen. Dieses wird als wichtiger beschrieben als die menschliche Frage nach Tod und Jenseits. 
In der alevitischen Lehre ist die Seele eines jeden Menschen unsterblich; sie strebt die Erleuchtung, Vollkommenheit bzw. die Einheit mit Gott an, die als Einwohnung (arabisch ḥulūl, türkisch hulûl) vorgestellt wird. Die alevitische Tradition kennt Vorstellungen einer Reinkarnation bzw. Seelenwanderung (Metempsychose; türkisch: tenâsüh, rûh göçü, devriye; arabisch: tanāsuḫ), die unterschiedliche Existenzweisen durchläuft (materielle, pflanzliche, tierische, menschliche). Textliche Grundlage dafür sind u. a. bereits Abschnitt im "Das Buch der Sieben" (Kitāb al-Haft). Allerdings befindet beispielsweise Hıdır Temel: "Die meisten Jugendlichen von heute wissen über Seelenwanderung entweder nur sehr wenig oder überhaupt nichts. Heute ist diese Vorstellung vielen Aleviten fern und fremd."
Ihre häufig als "liberal" wahrgenommenen Auffassungen, vor allem die Ablehnung der Scharia, unterscheiden Aleviten von den Sunniten. Darum haben viele Sunniten, vor allem die meisten islamischen Gelehrten, Vorbehalte gegenüber Aleviten und betrachten sie meist nicht als Angehörige der islamischen Gemeinschaft, der „Umma“.
Das Alevitentum beinhaltet ebenfalls relevante Elemente aus dem Zoroastrismus. „Rechtes Handeln, rechtes Denken, rechtes Sprechen“ – dies sind Worte aus dem Zoroastrismus, doch werden sie so auch im Koran erwähnt. Die vier heiligen Elemente bei den Aleviten (Feuer, Wasser, Erde, Luft) entstammen ebenfalls aus der Lehre des Zoroastrismus, jedoch sind diese Elemente auch bei den nichtzoroastrischen Völkern Zentralasiens vorhanden (vgl. Vier-Elemente-Lehre).
Kurdische und zazaische Aleviten haben neben vielen Gemeinsamkeiten auch unterschiedliche Glaubensrituale und Lebensweisen. So ist der Hızır-Glaube (s. u.) bei kurdischen Aleviten gerade in der Region Tunceli viel ausgeprägter. Daneben praktizieren kurdische und Zaza-Aleviten das Gağan-(Kaland-)Fest, eine Art Knecht-Ruprecht/Nikolausfest, wie es auch in anderer Form im Christentum überliefert ist, jedoch mit denselben grundlegenden Motiven.
Die Hauptquellen des Alevitentums sind nicht allein der „Große Buyruk“, das dem Imam Dschaʿfar as-Sādiq zugeschrieben wird, sondern auch unzählige religiöse Gedichte und Lieder (Deyiş, Beyt, Duaz-i Imam). Aleviten waren aufgrund ihrer Verfolgung und Unterdrückung gezwungen, ihre Glaubensinhalte mündlich durch Lieder und Gedichte zu tradieren. Die Symbiose aus verschiedensten religiösen und mystischen Strömungen macht verständlich, dass die Aleviten zwar im Islam ihren Ursprung sehen, jedoch nicht den allseits anerkannten islamischen Gruppierungen zugerechnet werden wollen.

### Gebet

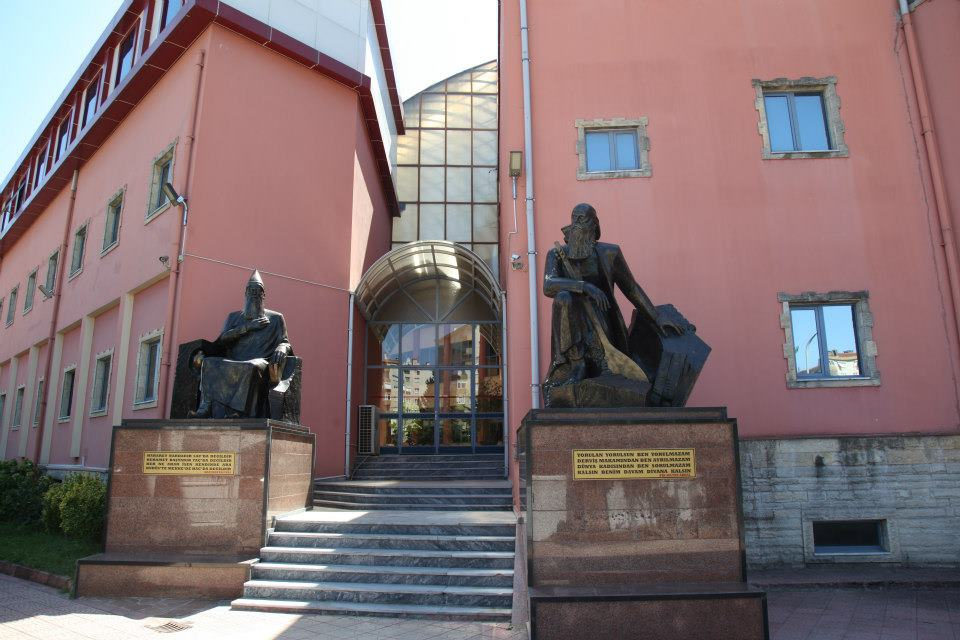
Das Kartal Cemevi in Istanbul

Aleviten beten meist nicht in einer Moschee, sondern treffen sich zu (nicht obligatorischen) Gottesdienst, genannt Cem, in einem Cemevi (Versammlungshaus) zur Rezitation von Gedichten und zum rituellen Tanz (Semah). Dieser wird von Frauen und Männern gleichzeitig und gleichberechtigt ausgeführt und dabei vom Dede ‚Großvater‘ – gleichzusehen mit einem Imam, immer ein direkter Nachkomme der Ehlibeyt, der Familie bzw. dem Stamm des Mohammed, der den Koran genau kennen muss und dem auch der Besitz von besonderen Kräften (keramet) zugeschrieben wird – oder von der Ana ‚Mutter‘ beaufsichtigt. Dedes und Anas sind Personen, die von Imam Alis Linie abstammen und sich mit den alevitischen Ritualen und Traditionen sehr gut auskennen. Sie verfügen über ein hohes Maß an Wissen, welches ihre geistige und menschliche Kompetenz auszeichnet. Sie genießen ein hohes Ansehen unter den Aleviten. Wenn jedoch kein Dede zur Verfügung steht, um ein Cem zu leiten, darf jeder andere Alevit, der sich mit den Ritualen auskennt, einen solchen Gottesdienst leiten.
Während der Cem früher (vor der zunehmenden Abwanderung weiter Teile der alevitischen Bevölkerung Ostanatoliens in den Westen der Türkei) unregelmäßig stattfand – in dörflichen alevitischen Gemeinschaften immer dann, wenn ein Dede ins Dorf kam –, erlebte dieses alevitische Ritual im Zuge der zunehmenden Urbanisierung des Alevitentums, die sich seit mehreren Jahrzehnten beschleunigt vollzieht, eine gewisse Umgestaltung:
Der Cem wird nun in regelmäßigen Abständen, oftmals wöchentlich, abgehalten. Ort für die religiös-mystischen Glaubenshandlungen sind: Versammlungshäuser, die von alevitischen Vereinigungen und Kulturvereinen zur Verfügung gestellt werden; aus den Dörfern mitgebrachte heterogene Ritualelemente werden dabei vereinheitlicht. Auf diesem Wege ist der Cem in den letzten Jahren zu einem prominenten Mittel der bewussten Neubestimmung alevitischer Identität in der Türkei geworden, die sich seit dem Militärputsch von 1980, in dessen Folgezeit ein gewisses Wiedererstarken sunnitischer politisch-religiöser Kräfte verzeichnet werden konnte, in einem konstanten Prozess der Wiederentdeckung und Neuverortung kultureller, religiöser und geschichtlicher Art befindet.
Der Semah ist ein wichtiger ritueller Tanz und gehört zu den zwölf Pflichten in der Cem-Veranstaltung. Sein Sinn ist das Einswerden mit Gott und der Natur. Er ähnelt in seiner Ausführung einem Reigentanz. Der Semah ist vielmehr ein Gebetsritual, der nur in der Cem-Zeremonie vorgetragen werden sollte. Der Semah wird von Frauen und Männern unterschiedlichen Alters (ohne Kinder unter vierzehn) gleichzeitig praktiziert. Die Semah-Mitglieder bewegen sich in einer kreisförmigen Figur. Dabei drehen sie sich zusätzlich um die eigene Achse. Die Handinnenfläche der rechten Hand zeigt nach oben und die linke Handinnenfläche ist auf den Boden gerichtet. Es finden keine körperlichen Kontakte, wie zum Beispiel Händehalten, zwischen den Teilnehmern statt. Die dabei dargestellte Figur, also das Drehen in einer „Kreisbahn“ und das Drehen um die eigene Achse, symbolisiert nicht nur das Universum (Evren) mit den Planeten des Sonnensystems und der Galaxie, also wie die Planeten in einer Umlaufbahn um die Sonne und um ihre eigene Achse kreisen, sondern es werden durch den Kreistanz darüber hinaus die ewigen Kreisläufe des Lebens und der Natur symbolisiert. Seit dem 12. Jahrhundert, vielleicht auch schon früher, diente dieser heilige Tanz zur geistigen Annäherung an Allah. Darum sollte er nach alevitischer Auffassung nicht öffentlich vorgeführt werden.
Die Verschleierung der Frau ist bei Aleviten nicht vorgesehen. Einige Aleviten nehmen sowohl am Cem-Gebet als auch am Gebet in der Moschee teil und vollziehen das gleiche rituelle Gebet wie die Sunniten (arabisch: Salāt, türkisch: Namaz).

### Hızır und İlyas
Aleviten glauben, dass die Brüder Hızır und İlyas als Propheten gelebt und das sogenannte „Wasser der Unsterblichkeit“ getrunken haben. Diesem Glauben zufolge kommen die Brüder, ähnlich dem Dioskuren-Brüderpaar des Altertums, Castor und Pollux, Hilfsbedürftigen zu Hilfe. Hızır kommt den Hilfsbedürftigen zu Lande und İlyas denen zur See zur Hilfe. Sie seien für diejenigen bereit und sie retteten jene, die in Not geraten seien und „aus tiefem Herzen“ Hilfe erflehten. Sie brächten den Menschen Glück und Besitz. Nach einer Erzählung sei Hızır das erste Mal von Gefolgsleuten Noahs zur Hilfe gerufen worden und soll dessen mit Menschen und Tieren vollbeladenes Schiff gegen ein Unwetter geschützt haben. Nachdem das Schiff drei Tage einem Unwetter widerstanden habe, hätten die Geretteten drei Tage lang gefastet, um Hızır ihre Dankbarkeit zu beweisen.
In Anatolien wurde Hızır als ein charismatischer, weiser, auf einem Schimmel reitender Mann von Generation zu Generation mündlich tradiert. Er wird zu Hilfe gerufen; „Eile schnell herbei, lieber Hızır!“ („Yetiş ya Hızır!“) Im Volksmund wird er „Hızır mit Schimmel“ genannt, und es werden über ihn zahlreiche Geschichten erzählt.
Jedes Jahr wird unter den Aleviten in der zweiten Februarwoche das Fest des Hızır gefeiert. Von Dienstag an wird nach dem Abendmahl bis zum Abend nach drei Tagen gefastet. Viele Nachbarn und Bekannte kommen zusammen und erzählen Geschichten über Hızır. Begleitet vom Saiteninstrument Saz werden Lieder mit meditativem Inhalt vorgetragen, die tiefgründig, positiv stimmend und beruhigend sein sollen. Am Freitagabend schließlich werden auf den Friedhöfen die Verstorbenen besucht und Kerzen angezündet; den Kindern werden zu Hause zahlreiche Geschichten über Hızır erzählt.
Am letzten Fastentag wird inner- und außerhalb der Wohnung saubergemacht, was einer rituellen Reinigung gleichkommt. Am Abend bereitet man eine spezielle Speise (gavul) aus Weizenmehl vor, die die ganze Nacht offen ausgelegt wird. Jedes Familienmitglied wünscht sich dann etwas Besonderes. Man glaubt, dass diese Wünsche in Erfüllung gehen, falls Hızır vorbeikommt und von der Speise probiert. Die Speise wird am nächsten Tag in und vor heiligen, symbolträchtigen Gedenkstätten an Nachbarn und Reisende verteilt. Jeder versucht, Speisen von allen Familien zu kosten, damit sich die Wahrscheinlichkeit erhöht, jene Speise zu erwischen, von der Hızır probiert haben könnte.
Hızır als Begriff nimmt einen wichtigen Platz im Alltag der Aleviten ein. Viele Aleviten geben ihre Gelöbnisse im Namen Hızır und bitten oder erflehen etwas in seinem Namen. „Hızır sei Dank“, „Hızır möge kommen“, „Hızır auf dem Schimmel möge allen Menschen helfen und er möge alle bewachen“, „Es möge mal von Hızır sein“ u. a. sind einige bekannte Redewendungen. In manchen Gegenden werden Kindern, Bergen, Seen und Wegen die Namen Hızır und Xizir verliehen. Es gibt sogar einen religiösen Tanz namens „Hızır semahı“.

### Vorschriften
Die alevitische Glaubenslehre basiert auf der Entscheidungs- und Glaubensfreiheit des Menschen. Niemand hat eine Verpflichtung, etwas tun oder glauben zu müssen.
Die Grundpfeiler der alevitischen Vorschriften sind in diesem einen Satz eline beline diline sahip ol vereint. Er besagt Folgendes:
- eline sahip ol: Beherrsche deine Hände. Es steht für das negative Potenzial, wozu Hände imstande sind, also: Begehe keinen Diebstahl, zerstöre nicht und nutze deine Hände für etwas Sinnvolles.
- beline sahip ol: Beherrsche deine Lende. Die Lende steht als Synonym für Triebe, insbesondere sexueller Natur, also: benutze deine Sexualität nicht zum Leid anderer.
- diline sahip ol: Beherrsche deine Zunge. Die Zunge steht für Kommunikation und dass sie oft durch Unwahrheiten, aber auch durch unbedacht gewählte Wortwahl missbraucht wird und letztendlich eventuell mehr Leid erzeugen kann als vielleicht ein Schwert (z. B. Meineid, Verleumdung, Rufmord).

Die Verbote des Tötens, des Diebstahls, der Verleumdung und des Ehebruchs gelten für Aleviten gegenüber allen Menschen. Damit wollen sie die Menschlichkeit und das Zusammenleben aller Menschen fördern. Hinzu kommen alltägliche Vorschriften der Nächstenliebe, Hilfsbereitschaft, Bescheidenheit und weitere.

### Vier Türen, vierzig Stufen
Die erste Tür ist die Seriat-Kapi, man betritt diese Tür erst, wenn man die Regeln des Alevitentums lernt und zwar diesen Satz befolgt: eline, beline, dilline sahip ol. Auf Deutsch: Beherrsche deine Hände, Beherrsche deine Zunge und Beherrsche deine Lende.
Mit dem Satz Beherrsche deine Hände ist gemeint, dass man mit den Händen nichts Falsches machen soll, also Diebstahl oder schlagen. Man sollte auf sie aufpassen und damit auf gar keinen Fall etwas Falsches machen und man sollte mit seinen Händen nicht töten.
Mit dem Satz Beherrsche deine Zunge ist gemeint, dass man genauso wie bei den Händen auf seine Zunge aufpassen sollte und nichts Falsches machen sollte. Man sollte also liebevoll zu anderen sein oder Komplimente machen, aber man sollte nicht mit seiner Zunge andere beleidigen oder verletzen. Aber auch sollte man mit seiner Zunge nicht lügen, sondern die Wahrheit sagen und nicht manipulieren.
Mit dem Satz Beherrsche deine Lende ist gemeint, dass man auf sein Körper achten sollte und auch auf die inneren Triebe des Körpers, und auch auf den Körper der Partnerin sollte man achten.
Und auch diese Dinge gehören zu der Seriat-Kapi dazu.
- - glauben
  - Wissen zu erlangen
  - sich von Verbotenem (Harām) fernzuhalten
  - nützlich in der Familie zu sein
  - der Umwelt bzw. dem Umfeld nicht zu schaden
  - liebevoll zu sein
  - rein zu sein
  - sich vom Nutzlosen fernzuhalten
  - Befolgt man diese Sachen ab den man die erste Tür betreten hat darf man die nächste Tür betreten.
- Das zweite Tor ist die Tarikat-Kapi, die Kenntnis der individuellen Rechte und Ansprüche, die man selber hat und stellt. Damit ist die Frage verbunden „Was begehre ich, was ist mein?“. Dazu gehört es:
  - Reue zu zeigen (Tauba bzw. türkisch Tövbe)
  - die Ratschläge der geistigen Führer zu befolgen
  - sich sauber zu kleiden (auch auf das allgemeine Erscheinungsbild bezogen)
  - auf dem Weg der Güte zu kämpfen
  - das Dienen (dem Umfeld bzw. dem Volk) zu mögen
  - sich vor Ungerechtigkeiten zu fürchten
  - nicht in Hoffnungslosigkeit zu verfallen
  - aus allem seine Lehren zu ziehen
  - die Gottesgabe an andere zu verteilen
  - das Selbst als arm anzusehen
- Das dritte Tor ist die Marifat-Kapi, die Erkenntnis des Nächsten. Damit ist die Frage verbunden: „Was begehrt der Mitmensch, was gehört dem Mitmenschen?“. Dazu gehört es:
  - anständig zu sein
  - sich von Egoismus, Hass und Feindschaft fernzuhalten
  - sich von Übermaß fernzuhalten
  - geduldig und genügsam zu sein
  - sich bei falschem Benehmen zu schämen
  - freigiebig zu sein
  - Wissen zu erwerben
  - Nachsicht und Toleranz zu zeigen
  - sein Selbst zu kennen
  - Reife zu erlangen
- Das Erreichen des vierten Tores, der Hakikat-Kapi, setzt die Beschäftigung mit den Rechten und Pflichten der Gemeinschaft voraus. Ab diesem Tor ist jeder Alevite eins mit Hak (Gott) und hat das jeweilige Individuum das Recht und die Möglichkeit, die Pflichten und Rechte der Gemeinschaft aus „Tor 1“ mitzugestalten. Dazu gehört es:
  - bescheiden zu sein
  - nicht nach der Schande (bzw. den Mängeln) anderer zu suchen und stattdessen ihnen zu helfen, ohne sie dabei zu kränken
  - jedem der es benötigt zur Hilfe eilen, sofern das im Rahmen des Möglichen ist
  - alles von Hak Erschaffene zu lieben
  - alle Menschen als eine Einheit zu sehen
  - sich der Einheit zuzuwenden
  - den Sinn zu wissen bzw. das Geheimnis zu lernen
  - das Selbst zu erlangen
  - Hak´s Geheimnis zu lernen und zu lehren
  - Hak´s Dasein zu erleben
  - Aber eine Legende sagt, dass es sehr wenige Menschen bis zur letzten Tür schaffen, denn ein einziger Fehler genügt und man fängt wieder von der ersten Tür an.

### Musik
Die Musik besitzt im Alevitentum eine überaus wichtige Funktion. Eine Cem-Zeremonie ohne Musik ist unvorstellbar und für die Ausübung der religiösen Pflichten unverzichtbar, so z. B. der Semah-Tanz. Für viele Aleviten gilt die auf der Bağlama gespielte Musik als eine göttliche Offenbarung. Ohne dieses Instrument hätte das Alevitentum womöglich eine fundamental andere Entwicklung eingeschlagen.
Musik soll eine tranceähnliche Atmosphäre erschaffen, durch die das Individuum einen spirituellen Einblick, eine Erkenntnis erlangen können soll. Nicht nur die Dedes (alevitische Geistliche) inspirieren ihre Gemeinde durch vorgetragene Lieder, sondern ebenso der Aşık (als musikalischer Spezialist des Dhikr heißt er Zâkir, als Volksmusiker Ozan). Aşık bedeutet „der vorbehaltlos Liebende“ und ist eine Bezeichnung, die die Beziehung des Musikers zu Gott zum Ausdruck bringt.
Mit ihren Klängen und teilweise religiösen Textinhalten über Ali, Schah Ismail, Pir Sultan Abdal etc. drücken sie ihre Sehnsucht nach einer besseren Welt aus, teilen mit anderen das Leid, das sie durch die Staatsmacht erleiden mussten oder müssen, und können den alevitischen Glauben an die nächste Generation mündlich weitervermitteln.
Viele ihrer Lieder scheinen die Sorgen der Aleviten widerzuspiegeln. Gerne hören sich ältere Aleviten im geselligen Kreis die traurigen Lieder an und weinen gemeinsam. Dieses kollektive Trauern ist eine typisch alevitische Bewältigung ihrer Situation und eint die Menschen und soll zur Erfahrung von Transzendenz führen.
Der Aşık (arab. aschiq, „der Liebende“) von heute singt und spielt mit seiner Bağlama nicht mehr wie früher auf dem Dorfplatz, vielmehr ist er in Musikcafés anzutreffen. Die alevitische Musik soll dazu beitragen, die Gemeinschaft im Ganzen zusammenzuhalten, ihr ein Zusammengehörigkeitsgefühl zu vermitteln und dem Individuum zur Identitätsbildung zu verhelfen.

### Symbole

Das Zülfikar, Schwert des Ali ibn Abi Talib, gilt als Identifikationssymbol der Aleviten.

Ähnlich wie schiitische Glaubensgemeinschaften tragen auch viele Aleviten Ketten mit einem gebogenen Schwert (Zülfikar) als Anhänger. Damit zeigen sie ihre Anerkennung und Ehrfurcht gegenüber Ali ibn Abi Talib, dem man den Besitz eines gebogenen Schwertes mit Doppelspitze nachsagt. Diese Anhänger sind eher eine neue Erscheinung im Alevitentum. Ältere Aleviten kennen dies aus ihrer Jugend meist nicht. Als Angehörige einer unterdrückten Gemeinschaft war es nicht üblich und sogar gefährlich, sich offen zu erkennen zu geben.
Alljährlich findet vom 16. bis 18. August Hacı Bektaş-ı Veli zu Ehren ein Festival statt. Wichtige Vertreter aus Politik und Kultur präsentieren sich dabei gerne als Fürsprecher der alevitischen Kultur. Aus der ganzen Türkei reisen zahlreiche Pilger an, feiern und opfern gemeinsam mit ihren Glaubensgenossen. Zu jenen Tagen wird aus dem kleinen Ort Hacıbektaş ein Wallfahrtsort mit mehr als 100.000 Besuchern.

### Die Sieben Großen Dichter
Die Sieben Großen Dichter (Yedi Ulu Ozan) nehmen mit ihren Weisheiten, Dichtungen und Schriften eine wichtige Rolle bei den türkischen Aleviten ein und genießen auch auf dem Balkan sowie in Aserbaidschan und im Iran eine hohe Beachtung. Die während einer Cem-Zeremonie zitierten Dichtungen (Deyiş) stammen überwiegend von diesen Sieben Großen Dichtern. Zu ihnen zählen:

Der türkische Dichter Pir Sultan Abdal

- Nasīmī (um 1369–1417/18) – bestätigt
- Pir Sultan Abdal (um 1480–1550) – bestätigt
- Ismail I. (1501–1524) – bestätigt
- Virani (16./17. Jahrhundert, wohl eher 10./11. Jahrhundert) – bestätigt
- Fuzūlī (um 1480–1556)
- Kul Himmet (16. Jahrhundert)
- Yemini (16. Jahrhundert?)
- Kaygusuz Abdal (13. Jahrhundert) – ob Kaygusuz Abdal dazugezählt wird, ist umstritten, evtl. spielt seine (wie von vielen so bezeichnet) nichtturkmenische Herkunft eine Rolle, ob er Turkmene ist, wird nicht berichtet

## Strömungen im Alevitentum
Zur Frage des Modernismus gibt es zwei Strömungen:
- Der (größeren) Gruppe der „modernen Aleviten“ ist bewusst, dass das Alevitentum nicht so wie vor mehreren Jahrzehnten in türkischen Dörfern praktiziert werden kann. Statt einer Isolierung vertreten diese Aleviten die Öffnung hin zur Gesellschaft, beispielsweise durch die Forderung, den alevitischen Glauben gesetzlich anzuerkennen und eigenen Religionsunterricht erteilen zu dürfen. Nach dieser Ansicht ist das Alevitentum eine Religion unter vielen in einer multireligiösen Gesellschaft, und es ist deswegen auch selbstverständlich, dass Menschen dem Alevitentum beitreten können.
- Die andere Gruppe will das ursprüngliche Alevitentum bewahren und lehnt jede „Modernisierung“ ab. Diese Gruppe wird durch islamisch geprägte Interessengemeinschaften unterstützt.

Zur Frage der Zugehörigkeit zum Islam lassen sich im Alevitentum derzeit fünf Strömungen feststellen:
1. Eine Gruppe sieht den Alevismus als völlig eigenständige Religion, die nur durch den Islam beeinflusst wurde, ähnlich wie das Christentum vom Judentum beeinflusst wurde, ohne deswegen eine Strömung desselben zu sein. Besondere Ausprägung erhält diese Ansicht beispielsweise in der Işıkçılık-Bewegung.
2. Eine Gruppe, die den Alevismus als eigenständige Spielart des Islam sieht, betont die Zugehörigkeit zum Islam, aber die Opposition zum Sunnitentum. Diese Strömung findet sich etwa in den Verbänden und Vereinen weiter verbreitet, die in der Federation of Alevite Unions in Europe repräsentiert sind.
3. Eine Gruppe von Aleviten sieht sich in erster Linie als Muslime und das Alevitentum als Teil oder in der Nähe des Sunnitentums. Sie versuchen deswegen auch eine Annäherung an den sunnitischen Islam zu erreichen, indem sie z. B. neben dem Cem-Gottesdienst auch das sunnitische Gebet in einer Moschee verrichten. Diese Gruppe steht in gutem Kontakt zum türkischen Nationalismus und wird beispielsweise durch die Cem-Stiftung (Cem Vakfı) von İzzettin Doğan vertreten.
4. Eine Gruppe, die sich auf eine vorislamische Wurzel des Alevismus als Religion der Kurden beruft, mit einer Nähe zum Zoroastrismus und an Naturheiligtümern orientierter Volksreligiosität. Diese Gruppe steht in Nähe zu kurdischen Unabhängigkeitsbewegungen und ist unter Dersim-Aleviten verbreitet.
5. Eine andere, relativ kleine Gruppe sieht den Alevismus in der Nähe der zwölferschiitischen Orthodoxie. Sie wird von der Islamischen Republik Iran unterstützt.

Damit spiegeln sich besonders im Alevitentum die ethnischen, politisch-nationalistischen und religiösen Konflikte des Nahen und Mittleren Ostens. Aleviten sind in der Türkei wie in der europäischen Diaspora vertreten, doch herrschen politisch und religiös verschiedene Orientierungen vor.

## Feier- und Gedenktage
- Hızır-Fasten: Drei Tage Fasten zum Gedenken an Hızır und İlyas (Schutzpatrone zu Lande bzw. zur See)
- Geburtstag des Heiligen Ali (21. März): Festgottesdienst zu Ehren Alis
- Hıdırellez (in der Nacht vom 5. auf den 6. Mai): In dieser Nacht wird um die Genesung und Gesundheit der Kranken gebetet
- Gedenkfest für Abdal Musa (6. und 7. Juni): Schüler von Hacı Bektaş Veli
- Gedenkfest für Hünkar Hacı Bektaş Veli (16. bis 18. August): direkter Nachfahre der Prophetenfamilie
- Tod des Heiligen Hüseyin (10. Oktober): Gedenken an den Märtyrertod Hüseyins und Erinnerung an die Bekämpfung der Unterdrückung der Schwachen und Ungerechtigkeiten
- Ghadīr Chumm: Ausrufung Alis als Nachfolger Mohammeds
- Opferfest: Gedenken an Abrahams Bereitschaft, seinen Sohn Ismail zu opfern
- Muharrem: Gedenken an das Martyrium von Kerbela; 12-tägige Trauer- und Fastenzeit
- Aşure: Wird als Symbol der Dankbarkeit für das Überleben des Imam Zeynel Abidin verteilt; Abschluss des Muharrem-Fastens[34]

## Aleviten in der Türkei

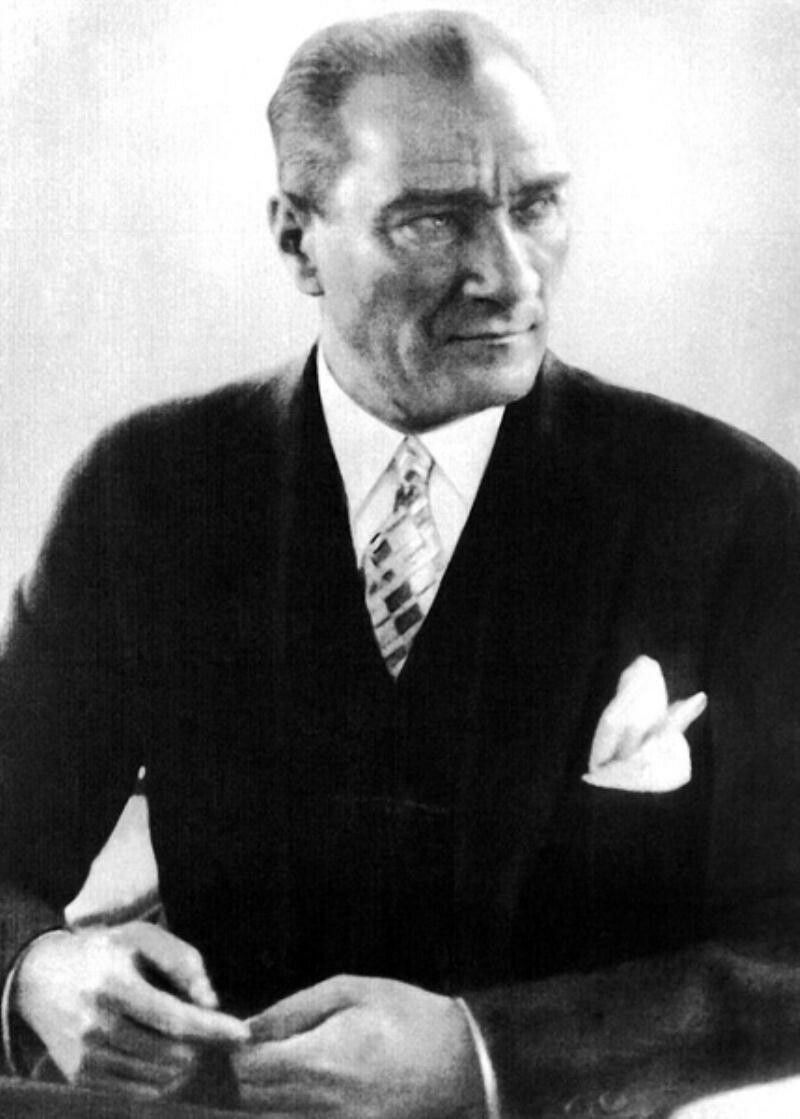
Von türkischen Aleviten verehrt: Mustafa Kemal Atatürk

Die größte alevitische Gemeinschaft existiert in der Türkei. Ihre Mitglieder stellen mit etwa 12,5 Millionen Anhängern schätzungsweise über 15 % der Bevölkerung, in der ersten Hälfte des 20. Jahrhunderts waren es noch 30 %. Die offiziell-staatliche Statistik weist 99,8 % Muslime aus. Die Aleviten leben in allen Provinzen der Türkei; traditionell sind dies vor allem die Provinzen Çorum, Adana, Amasya, Tokat, Hatay, Sivas, Erzincan, Erzurum, Tunceli, Malatya und Kahramanmaraş. Durch Binnenmigration leben sie derzeit mehrheitlich in Großstädten wie Istanbul, Gaziantep, Ankara, Izmir und Bursa. Für türkische Aleviten gilt Mustafa Kemal Atatürk, der die Türkei als laizistische Republik ausrief und ausrichtete, als Heldenfigur.

### Geschichte
Aufgrund ihrer Unterdrückung im Osmanischen Reich wurden die meisten Aleviten zu Beginn des 20. Jahrhunderts Unterstützer Kemal Atatürks, da ein laizistischer Staat ohne Kalifat den Aleviten mehr Freiheiten gab als vorher. Durch die neuen Gesetze des Staates wurden aber auch alle alevitischen Orden und Sekten geschlossen. So wurde das Haci-Bektas-Veli-Tekke in Nevşehir zu einem Museum umgebaut. 1937/38 fielen im Massaker von Dersim wahrscheinlich mehr als 10.000 kurdische Aleviten der türkischen Armee zum Opfer.
Trotz der gesetzlichen Besserung kam es aber in der jüngeren Geschichte der Türkei zu Pogromen gegen Aleviten, so zum Beispiel 1978 in den Städten Çorum und Kahramanmaraş. 1993 wurde bei einem alevitischen Kulturfestival in Sivas ein Brandanschlag auf ein Hotel verübt, bei dem 37 Menschen – meist alevitische Künstler und Sänger – ums Leben kamen. Die Teilnehmer hatten sich dorthin zurückgezogen, nachdem Gegner das Fest angegriffen und die Teilnehmer massiv bedroht hatten. Ziel der Attacken war der Schriftsteller Aziz Nesin, der zuvor das Buch „Satanische Verse“ Salman Rushdies ins Türkische übersetzt und die zunehmende Islamisierung und allgemein die Zustände in der Türkei kritisiert hatte. Die Duldung dieses aggressiven Massakers und die nur sehr zögerlichen Rettungsaktionen ließen den Verdacht aufkommen, dass örtliche und staatliche Organe Partei für die Mehrheitsbevölkerung genommen hätten. Religiöse Extremisten bewerteten die Einladung von Aziz Nesin als Ehrengast zu einem alevitischen Fest als eine „politische und bewusste Provokation“ und als „Zeichen der Ablehnung der sunnitischen Mehrheitsgesellschaft“.
Alle seit 1924 gültigen Verfassungen der Türkei kennen keinerlei Unterschiede in der persönlichen Rechtsstellung, die vom religiösen Bekenntnis abgeleitet wären. Sofern in der Praxis, namentlich beim Militärdienst, gewisse Unterschiede gemacht werden, trifft dies nicht auf Personen zu, die als Muslime gelten. Letzteres trifft auch auf die Aleviten zu. Allerdings werden Aleviten in den letzten Jahren zunehmend diskriminiert und geraten besonders seit der Jahrtausendwende unter Druck der sunnitischen Mehrheitsgesellschaft. Anschläge auf Aleviten häufen sich. Der Europäische Gerichtshof für Menschenrechte belegte eine Diskriminierung der Aleviten durch den türkischen Staat.

### Politische Rahmenbedingungen
Der türkische Staat subsumiert die Aleviten unter die islamischen Glaubensrichtungen. Auch heute noch betrachten die Aleviten eine laizistische Staatsform als Grundlage und Garantie ihrer Existenz. Bis in die 1960er Jahre waren Aleviten in der türkischen Öffentlichkeit weitestgehend unauffällig. Dies änderte sich jedoch, als in den folgenden Jahrzehnten zu Spannungen zwischen der türkischen Rechten und Aleviten kam, da die militante Rechte in ihnen eine religiös-häretische und politisch-subversive Kraft sah. Tatsächlich standen zu dieser Zeit viele Aleviten der politischen Linken nahe, da sie die deren Universalismus mit den Lehren ihres Glaubens in Einklang sahen. Viele junge Aleviten hatten mangels Kenntnis über ihren Glauben ihre religiöse Bindung in dieser Zeit verloren und wandten sich dem Marxismus zu. Ihre im lokalen Kontext allgemein bekannte, durch Abstammung vermittelte Sonderidentität blieb gleichwohl erhalten und bekam einen neuen säkularen Inhalt. Doch wurden viele Aleviten und alevitische Gemeinden seit der Reislamisierung der Republik Türkei ab den 1970er Jahren durch die staatliche Behörde für (sunnitische) Religionsangelegenheiten, genannt Diyanet, assimiliert. Ursprünglich kümmerte sich die Türkische Republik nach Abschaffung des Islam als Staatsreligion nicht um die Religionsausübung ihrer Bürger. Die Ausnahme war der sunnitische Islam, zu dessen Kontrolle und Reglementierung die genannte Behörde eingeführt wurde. Unter dieses Reglement fielen aber auch die Aleviten, da ihre islamische Sonderexistenz seitens des Staates geleugnet wurde. Nach dem Militärputsch von 1980 begann der türkische Staat, unter dem Schlagwort der „Türkisch-Islamischen Synthese“, den sunnitischen Islam aktiv zu fördern, um die Gesellschaft zu stabilisieren und sich gegen linke und separatistische Bewegungen abzusichern. Es wurde in der Türkei verpflichtender islamischer Religionsunterricht eingeführt.
Die Europäische Kommission hat die zunehmende Diskriminierung der Aleviten in der Türkei im Rahmen der Beitrittsverhandlungen der Türkei mit der Europäischen Union mehrfach kritisiert, unter anderem in der „Empfehlung zu den Fortschritten der Türkei auf dem Weg zum Beitritt“ vom Oktober 2004. Ein Beitritt der Türkei zur EU ohne Anerkennung der Aleviten als konfessionelle Minderheit ist aufgrund der alle EU-Staaten verpflichtenden Religionsfreiheit daher undenkbar.

### Diskriminierung
Zwar dürfen die traditionellen alevitischen Feste inzwischen in der Türkei offen gefeiert werden, allerdings offiziell nicht als religiöse, sondern lediglich als Folkloreveranstaltungen. Dies ist in der recht speziellen Form der Trennung von Staat und Religion in der kemalistischen Türkei begründet und bereitet auch manchen sunnitischen Gemeinschaften Probleme bei ihrer Religionsausübung.
Selbst in mehrheitlich alevitischen Dörfern wurden sunnitische Moscheen gebaut. Es ist aber auch zu erwähnen, dass die alevitische Gemeinschaft, die nach Schätzungen zwischen 10 % und 20 % der Bevölkerung der Türkei ausmacht, im Gegensatz zur kurdischen Minderheit keine Partei besitzt, welche die Rechte der Aleviten verteidigen könnte (vgl. Birlik Partisi, Barış Partisi und Bağımsız Türkiye Partisi).
Eine Hauptforderung der Aleviten ist die Anerkennung der Cem-Stätten als Ort der Religionsausübung und damit eine Gleichstellung mit den Moscheen. Moscheen haben unter anderem das Privileg, dass die Rechnungen für Strom und Wasser von den Behörden beglichen werden, während Cem-Stätten privat betrieben werden müssen. Außerdem bekommen Vorbeter in der Moschee einen Beamtenlohn, während dies die alevitischen Vorbeter nicht bekommen. In einem Vorstoß erkannten das Bürgermeisteramt des Bezirkes Kuşadası der Provinz Aydın im September 2008 und das Bürgermeisteramt der Stadt Tunceli im Oktober 2008 die Cem-Stätten als gleichberechtigte Kultstätten an.
Im April 2023 bekannte sich der Vorsitzende der kemalistischen CHP Kemal Kılıçdaroğlu in einem Video für Erstwähler, das im Rahmen des Wahlkampfs zu den Präsidentschaftswahlen aufgenommen wurde, öffentlich zu seinem Alevitentum. Dies wurde als Tabubruch wahrgenommen.

## Aleviten in Deutschland

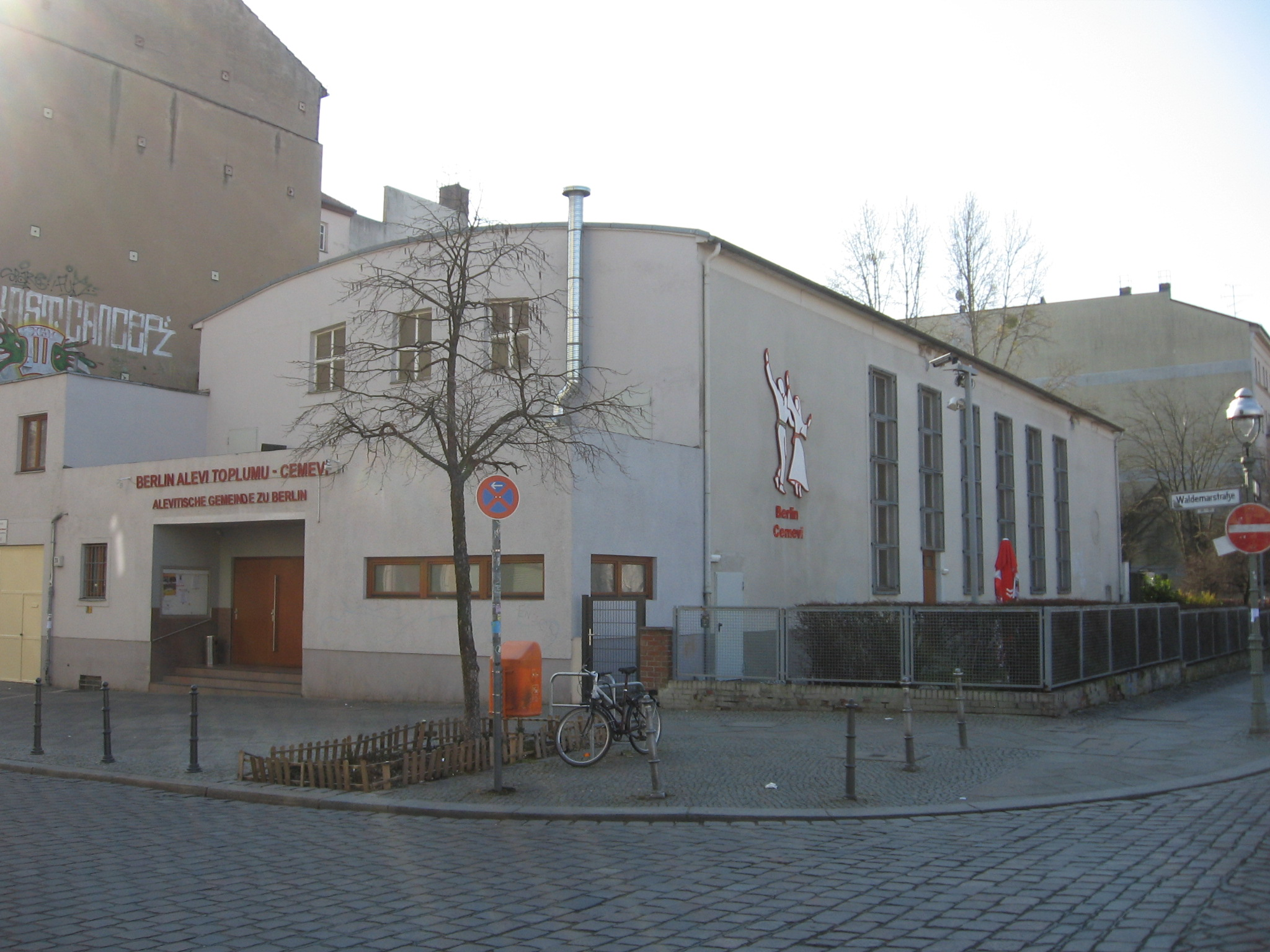
Cem-Haus in Berlin

Insgesamt leben in Deutschland rund 500.000 Aleviten, die zu 95 % aus der Türkei stammen. Mit einem Anteil von 13 % stellen die Aleviten nach den Sunniten die zweitgrößte Gruppe der in Deutschland lebenden Muslime.
Von den türkischstämmigen Immigranten in Deutschland ist ein größerer Prozentsatz alevitisch als in der Bevölkerung der Türkei. Ein Grund dafür ist, dass die türkische Immigration nach Deutschland sich zu einem großen Teil aus Regionen speiste, die stark von Aleviten bewohnt waren. Zum anderen stand das türkische Alevitentum vor dem Militärputsch 1980 überwiegend auf Seiten der Opposition, weshalb in den 1980er Jahren viele Aleviten in Deutschland Asyl suchten und erhielten.
Viele Aleviten leben wegen der im Grundgesetz garantierten Religionsfreiheit gerne in Deutschland. Anders als im sunnitischen oder schiitischen Islam spielt die islamische Rechtsordnung Scharia im Alevitentum direkt keine Rolle.
Im Dezember 2022 wurde den Aleviten auch im Land Berlin der Status einer Körperschaft des öffentlichen Rechts zugesprochen und damit ein Rechtsstatus wie den anderen Glaubensrichtungen (evangelisch, jüdisch, katholisch) gewährt.

### Organisationen
Die Aleviten in Deutschland sind, verglichen mit den Aleviten weltweit und den Muslimen, in einem sehr hohen Grade organisiert, etwa in Verbänden und Gemeinden. Der erste gegründete und eingetragene Verein in Deutschland war Ahlen Hacı Bektaş Alevî Kültür Birligi e. V., der 1987 von Ahlen nach Hamm in Westfalen umzog und nun den Namen Hamm „Alevitischer Kulturverein“ (türkisch Hamm Alevî Kültür Birliği – HAKBIR) trägt. Der zweite alevitische Kulturverein gründete sich 1987. Danach kamen noch weitere dazu, wie z. B. Mainz-Wiesbaden-Rüsselsheim Alevi-Bektasi-Kultur e. V. (1988) mit Sitz in Gustavsburg.
Größte alevitische Dachorganisation ist die Alevitische Gemeinde Deutschland (AABF) mit Hauptsitz in Köln, der bundesweit 125 lokale Vereine angehören. Sie hat Gemeinden in Augsburg, Köln, Stuttgart, Mainz, Duisburg und anderen Städten und das Land Nordrhein-Westfalen verlieh der Alevitischen Gemeinde Deutschland im Dezember 2020 die Rechte einer Körperschaft des öffentlichen Rechts.
Mehr als 60 Prozent der eingeschriebenen Mitglieder sind, dem früheren Generalsekretär und ab 2010 zweitem Vorsitzenden der Alevitischen Gemeinde Deutschland Ali Ertan Toprak zufolge, mittlerweile deutsche Staatsbürger. Nach Topraks Ansicht ist es „unwürdig für einen Beitrittskandidaten“ der Europäischen Union, dass in der Türkei die Aleviten nicht als Religionsgemeinschaft anerkannt seien.
Für die Jugend ist der Bund der Alevitischen Jugendlichen in Deutschland zuständig.

### Schulunterricht und akademische Theologie
Im Schuljahr 2006/2007 führte Baden-Württemberg den alevitischen Religionsunterricht ein; im April 2013 boten bereits 33 Schulen das Fach an. Oft werden dazu Schüler verschiedener Klassenstufen und aus mehreren Schulen einer Region zusammen unterrichtet. In Nordrhein-Westfalen begann im Schuljahr 2008/09 in den Städten Köln, Wuppertal und Bergkamen an insgesamt vier Grundschulen der alevitische Religionsunterricht. In Duisburg wurde nach den Herbstferien 2008 ebenfalls ein erster Unterricht erteilt, seit dem Schuljahr 2011/2012 gibt es ihn auch in Niedersachsen. Die Alevitische Gemeinde Deutschland ist sehr bestrebt, alevitischen Religionsunterricht auf Deutsch in weiteren Bundesländern abhalten zu dürfen.
Andere Städte haben ebenfalls vor, alevitischen Religionsunterricht einzuführen. So erkannte der Berliner Senat z. B. das Kulturzentrum Anatolischer Aleviten im Jahr 2002 als Religionsgemeinschaft an; es kann deshalb nun alevitischen Religionsunterricht in den Berliner Grundschulen erteilen.
Darüber hinaus werden seit dem Sommersemester 2014 an der Pädagogischen Hochschule Weingarten Lehrer ausgebildet. An der Universität Hamburg (Akademie der Weltreligionen, AWR) wird Alevitische Religion in Bachelor- und Master-Teilstudiengängen gelehrt. Als weitere mögliche Standorte sind Berlin und Tübingen im Gespräch.

### Kontroversen um Vorurteile
Am 23. Dezember 2007 lief im Fernsehsender „Das Erste“ (ARD) die Tatort-Folge „Wem Ehre gebührt“, die einen Inzest bei einer in Deutschland lebenden alevitischen Familie zum Gegenstand hatte. Der Fernsehfilm löste Proteste der alevitischen Gemeinde Deutschlands aus, da mit dieser Darstellung einer inzestuösen Beziehung innerhalb einer alevitischen Familie nun auch das deutsche Fernsehen eine in der Türkei seit Jahrhunderten gängige Verunglimpfung verbreite, die Aleviten von fundamentalistischen Sunniten erlitten hätten. Der Ethnologe Martin Sökefeld verglich den Tatort – zur Verdeutlichung des klischeehaften Inhalts – mit einem Film, in dem ein geiziger jüdischer Kaufmann der Kindermörder wäre.

## Aleviten in Österreich
In Österreich ist der prozentuale Anteil der alevitischen Bevölkerung an der türkischen aus den oben genannten Gründen auch höher als der Anteil in der Türkei. Die Anzahl beläuft sich auf etwa 60.000, von denen etwa 12.000 in zwei Organisationen vertreten sind. Vor deren staatlicher Eintragung bzw. Anerkennung galten die Aleviten als Angehörige des Islam, und alevitische Kinder mussten den sunnitisch-islamischen Religionsunterricht besuchen oder sich vom Religionsunterricht gänzlich abmelden. Nach mehreren misslungenen Anläufen, die alevitische Gemeinschaft in der Islamischen Glaubensgemeinschaft zu integrieren, einigte man sich auf die Gründung einer unabhängigen alevitischen Glaubensgemeinschaft. Davon erwarteten sich sowohl Aleviten als auch Sunniten Erleichterungen und den Abbau von Spannungen untereinander. Den Sunniten waren die Unterschiede in der Religionspraxis und in den Glaubensgrundsätzen zu groß. Gleichzeitig empfanden einige Aleviten es als unkorrekt, als „Muslime“ bezeichnet zu werden. Ihnen zufolge würde nur eine eigene Bezeichnung, Identität und Religionsgemeinschaft der kulturellen und religiösen Vielfalt gerecht.
Der Kulturverein der Wiener Aleviten beantragte mit einem Schreiben vom 19. März 2009 die Eintragung als religiöse Bekenntnisgemeinschaft unter dem Namen Islamische Alevitische Glaubensgemeinschaft in Österreich (IAGÖ). Dieser Name war ihnen wichtig, um zu zeigen, dass es nicht nur eine Richtung des Islam gibt. Der Antrag wurde zuerst durch das Kultusministerium abgewiesen, da es auf Grundlage des Islamgesetzes von 1912 mit der Islamischen Glaubensgemeinschaft in Österreich schon eine Vertretung aller Muslime gebe und keine zweite Gemeinschaft mit der Bezeichnung „islamisch“ zulässig sei. Am 1. Dezember 2010 wurde dies vom Verfassungsgerichtshof als verfassungswidrig eingestuft, und daher ist die Gemeinschaft seit dem 16. Dezember 2010 als religiöse Bekenntnisgemeinschaft staatlich eingetragen. Nach der Anerkennung zeigten sich aber Probleme in der Einordnung des Religionsbekenntnisses von Schülern im Bildungssystem, so wurde der Name der Religionsgesellschaft am 27.10.20015 ihren Namen auf Alevitische Glaubensgemeinschaft in Österreich (Die Kurzform IAGÖ wurde schon 2011 auf ALEVI geändert). Der ALEVI gehörten etwa 28.000 Personen (schon für die Anerkennung als Religionsgesellschaft brachte sie den Nachweis, dass sie mindestens 2 Promille der österreichischen Gesamtbevölkerung vertritt, also damals ca. 18.000 Mitglieder, diesen konnte sie aber mit etwa 23.000 Mitgliedern übertreffen) an. Der Kulturverein der Wiener Aleviten und der Kulturverein der Anatolischen Aleviten in der Türkei froren im Zuge von Diskussionen über die Form der Antragstellung zur Anerkennung als Bekenntnisgemeinschaft im Jahre 2009 ihre Mitgliedschaft in der AABF (Föderation der Aleviten Gemeinden in Österreich) ein und kündigten zum Zeitpunkt der Antragstellung zur Erlangung des Status einer Bekenntnisgemeinschaft ihre Mitgliedschaft in der AABF. Die ALEVI sieht sich als staatlich anerkannte Religionsgesellschaft seither als legitime Vertretung aller etwa 60.000 österreichischen Aleviten. Mit Verordnung vom 22. Mai 2013 wurde die Alevitische Glaubensgemeinschaft in Österreich (ALEVI) als Religionsgesellschaft gesetzlich anerkannt.
Die gesetzliche Anerkennung des Alevitentums als Religionsgemeinschaft, was sich insbesondere auf öffentliche Religionsausübung und Religionsunterricht bezieht, ist weltweit einzigartig, doch zeigen sich die inneren Spaltungen auch im österreichischen Alevismus, insbesondere im Bezug auf die Zuordnung zum Islam als Religion.
Der Dachverband Föderation der Aleviten Gemeinden in Österreich (AABF), dessen Mitglieder sich nicht alle als Teil des Islam, sondern teilweise als eigenständige Glaubensgemeinschaft sehen, hatte am 9. April 2009 die Eintragung als Bekenntnisgemeinschaft unter dem Namen Alevitische Religionsgemeinschaft in Österreich beantragt. Die vorgelegten Lehren waren bis auf einen Absatz über das Verhältnis zum Islam wortgleich mit jenen der ALEVI. Deshalb und aufgrund des späteren Einbringens wurde der Antrag der nun etwa 5.000 Menschen vertretenden AABF zunächst abgewiesen. In Wien war die Neugründung einer eigenständigen Gemeinde im Gange, und es wurde überlegt, gegen die Abweisung beim Verfassungsgerichtshof Beschwerde einzubringen. Das Alevitische Kulturzentrum Österreich (AKÖ), ein Verein kurdisch-alevitischer Migranten, stellte einen dritten Antrag. Im August 2013 kam es doch noch zur staatlichen Eintragung einer Bekenntnisgemeinschaft, und zwar unter dem Namen Alt-Alevitische Glaubensgemeinschaft in Österreich (AAGÖ). Dieser Status kann allenfalls nach zehn Jahren in eine vollwertige gesetzliche Anerkennung umgewandelt werden. In dieser Gemeinschaft ist besonders der kurdisch-nationalistisch orientierte Alevismus heimisch.
Als weitere Bekenntnisgemeinschaft wurden 2022 die Frei-Aleviten Österreich anerkannt, die ihre Religion nicht als Teil des Islams ansehen.
Am 21. Juni 2017 wurde in Vorarlberg die erste Maturaprüfung im Fach „Alevitische Religionslehre“ absolviert.